# Piotr Konownicyn
Piotr Piotrowicz Konownicyn, hrabia 1819, ros. Пётр Петрович Коновницын (ur. 9 października 1764, zm. 9 września 1822 Peterhof, koło Petersburga) – rosyjski generał piechoty od 1817, generał adiutant od 1812.

## Życiorys
Służbę wojskową rozpoczął w 1785. Brał udział w wojnie ze Szwecją 1788–1790. W 1794 walczył przeciw Polsce, a w 1797 awansował na generała. W 1806 otrzymał zadanie organizowania lokalnych milicji. W czasie wojny ze Szwecją 1808–1809 generał dyżurny (szef gabinetu) sztabu naczelnego dowódcy.
Na początku wojny z Napoleonem 1812 dowodził 3 Dywizją Piechoty w III Korpusie Piechoty. Odznaczył się pod Ostrownem, gdzie na czele jednej dywizji powstrzymywał awangardę Wielkiej Armii. Umiejętnie dowodził odwrotem do Witebska. Walczył pod Smoleńskiem i Walutino, po czym objął straż tylną armii rosyjskiej i w dniach 16-23 sierpnia zabezpieczył rozwinięcie rosyjskich wojsk pod Borodino. Pod Borodino przejął dowództwo 2 Armii po rannym gen. Piotrze Bagrationie. Od 6 września generał dyżurny sztabu Zjednoczonej Armii Zachodniej.
Od stycznia 1813 dowódca Korpusu Grenadierów, został ranny pod Kulm i opuścił służbę. W 1814 w świcie cara Aleksandra I. W latach 1815–1819 piastował urząd ministra wojny. Od 1819 członek Rady Państwa, komendant uczelni wojskowych, w tym: Korpusu Paziów i Carskiego Liceum. Był odznaczony Orderem Świętego Aleksandra Newskiego, Orderem Świętego Jerzego II, III i IV klasy, Orderem Świętego Włodzimierza I klasy, Złotą Szablą „Za Dzielność”, pruskim Orderem Czerwonego Orła, austriackim Orderem Leopolda, Orderem Maksymiliana Józefa. Jego syn i córka (związani z antycarskim ruchem dekabrystów) zostali zesłani na Kaukaz.